# HEAVEN (超新星のアルバム)
『HEAVEN』（ヘブン）は超新星のミニアルバム。2024年11月20日、B ZONEから発売予定。

## 概要
日本デビュー15周年を記念したミニアルバム。
メンバー集合フォトのアクリルスタンドが付属する初回生産限定盤、収録曲「Moonlight」のミュージックビデオとそのメイキング映像を収録したDVD付きの初回限定盤、完全生産限定のソロ盤5種、CDのみの通常盤が発売される。なおソロ盤には日本デビュー15周年を迎えた感謝の気持ちを伝えるボイスメッセージが、各メンバー別にそれぞれのCDに収録される。Musing盤では、メンバー全員のソロ盤をコンプリートした「完全生産限定オリジナル収納ボックス付きソロ盤5種セット」が限定発売される。

## 収録曲
1. Moonlight
作詞・作曲：suiu　編曲：Ryo Kakuta
2. Fireworks
作詞：Maho Hamaguchi　作曲：RUSH EYE、Kyosuke Yamanaka　編曲：Kyosuke Yamanaka
3. After the rain
作詞：Hajime Watanabe　作曲：FUNK UCHINO、Toshiya Hosokawa、HOMEY、Hide Nakamura　編曲：Toshiya Hosokawa
4. Stellar
作詞・作曲・編曲：Ra-U
5. Sunrise
作詞・作曲：奥﨑海斗　編曲：Satoshi Hanamura